# Shotwick
Shotwick är en ort i civil parish Puddington, i distriktet Cheshire West and Chester, Storbritannien. Den ligger i grevskapet Cheshire och riksdelen England, i den södra delen av landet, 270 km nordväst om huvudstaden London.
Shotwick var tidigare en civil parish, men ingår sedan 2015 i Puddington civil parish. Civil parish hade 58 invånare år 2001. Byn nämndes i Domedagsboken (Domesday Book) år 1086, och kallades då Sotowiche.